# Cyril Gautier
Cyril Gautier (Plouagat, Côtes-d'Armor, 26 de septiembre de 1987) es un ciclista francés. Debutó en 2007 con el equipo Bretagne-Armor Lux y se retiró en 2022 después de la desaparición de su último equipo, el B&B Hotels-KTM.

## Palmarés
2008
- Campeonato Europeo en Ruta sub-23

2010
- Route Adélie

2013
- Tour de Finisterre

2014
- 1 etapa del Tour de Limousin

2016
- París-Camembert

2017
- 1 etapa del Tour de Limousin

## Resultados en Grandes Vueltas y Campeonatos del Mundo
| Carrera         | Carrera         | 2007 | 2008 | 2009 | 2010 | 2011 | 2012 | 2013 | 2014 | 2015 | 2016 | 2017 | 2018 | 2019 | 2020 | 2021 | 2022 |
| --------------- | --------------- | ---- | ---- | ---- | ---- | ---- | ---- | ---- | ---- | ---- | ---- | ---- | ---- | ---- | ---- | ---- | ---- |
|                 | Giro de Italia  | —    | —    | —    | —    | —    | —    | —    | —    | —    | —    | —    | —    | —    | —    | —    | —    |
|                 | Tour de Francia | —    | —    | —    | 45.º | 43.º | 61.º | 32.º | 25.º | 34.º | 68.º | 48.º | —    | —    | 78.º | 81.º | —    |
|                 | Vuelta a España | —    | —    | —    | —    | —    | —    | —    | —    | 58.º | —    | —    | —    | —    | —    | —    | —    |
| Mundial en Ruta | Mundial en Ruta | —    | —    | —    | 32.º | —    | —    | 59.º | 60.º | —    | —    | 86.º | —    | —    | —    | —    | —    |

—: no participa

Ab.: abandono

## Equipos
- Bretagne-Armor Lux (2007-2008)
- Bbox Bouygues Telecom/Europcar (2009-2015)
  - Bbox Bouygues Telecom (2009-2010)
  - Team Europcar (2011-2015)
- AG2R La Mondiale (2016-2018)
- B&B Hotels[2] (2019-2022)
  - Vital Concept-B&B Hotels (2019)
  - B&B Hotels-Vital Concept p/b KTM (2020)
  - B&B Hotels p/b KTM (2021)
  - B&B Hotels-KTM (2022)